# NGC 4035
NGC 4035 est une petite galaxie spirale intermédiaire située dans la constellation du Corbeau. NGC 4035 a été découverte par l'astronome germano-britannique William Herschel en 1785.

## Caractéristiques
Sa vitesse par rapport au fond diffus cosmologique est de 1 939 ± 26 km/s, ce qui correspond à une distance de Hubble de 28,6 ± 2,0 Mpc (∼93,3 millions d'al).
La classe de luminosité de NGC 4035 est II-III et elle présente une large raie HI.

## Groupe de NGC 4038
Selon A.M. Garcia, la galaxie NGC 4035 fait partie d'un groupe de galaxies qui compte au moins 27 membres, le groupe de NGC 4038. Les autres membres du New General Catalogue du groupe sont NGC 3955, NGC 3956, NGC 3957, NGC 3981, NGC 4024, NGC 4027, NGC 4033, les galaxies des Antennes (NGC 4038 et NGC 4039) ainsi que NGC 4050.
Le groupe de NGC 4038 fait partie du superamas de la Vierge aussi appelé le Superamas local,.